# Lou Tresor dóu Felibrige
Lou Tresor dóu Felibrige (deutsch: Der (Wort-)Schatz des Félibrige) ist das berühmteste Wörterbuch der okzitanischen (auch: provenzalischen) Sprache. Es wurde von 1878 bis 1886 in zwei Bänden erstellt. Sein Autor war der spätere Nobelpreisträger Frédéric Mistral.

## Entstehung
Angeregt durch den Dictionnaire Provençal-Français ou Dictionnaire de la langue d’Oc ancienne et moderne (3 Bände, Digne 1846–1847) von Simon-Jude Honnorat und im Kontakt zu Joseph Roumanille begann  der 18-jährige Frédéric Mistral 1848 mit der Materialsammlung zu einem durch Zitate abgestützten beispielreichen Wörterbuch der provenzalischen Dialekte. 1853 erstellte er eine Projektskizze. 1861 war der Buchstabe A bearbeitet, 1863 der Buchstabe C, 1874 der Buchstabe Z. Das Wörterbuch erschien in Lieferungen von 1878 bis 1886. Großen Anteil hatte der Korrektor François Vidal (1832–1911). Der Text ist dreispaltig dicht gesetzt und nimmt (von A bis Z) 2344 Seiten ein.

## Inhalt
In dem langen Untertitel wird der Anspruch formuliert, alle in Südfrankreich, das heißt im okzitanischen Sprachraum, benutzten Wörter samt Diminutiva und Augmentativa sowie  Sprichwörtern und Redewendungen beispiel- und zitatenreich zu behandeln, alle Dialektvarianten und die Varianten anderer romanischer Sprachen zu erfassen, samt Wurzeln, vulgärlateinischen Formen und Etymologien. Hinzu kommen Synonymie, Hilfsverbenvergleich sowie Angabe der unregelmäßigen Formen und des syntaktischen Verhaltens. Der Wortschatz umgreift auch den Fachwortschatz der Landwirtschaft, der Seefahrt und aller weiteren Handwerke und Berufe, landläufige Bezeichnungen aus Fauna und Flora wie auch geographische Eigennamen des Südens einschließlich Bewohnernamen. Das Wörterbuch enthält also auch enzyklopädische Information zu Kulturspezifika und zu wichtigen Personen, Büchern und Fakten aus dem Sprachraum.

## Vollständiger Titel (französisch)
Lou Tresor dóu Felibrige ou Dictionnaire provençal-français embrassant les divers dialectes de la langue d'oc moderne et contenant
- 1. Tous les mots usités dans le Midi de la France, avec leur signification française, les acceptions au propre et au figuré, les augmentations et diminutifs, et un grand nombre d'exemples et de citations d'auteurs
- 2. Les variétés dialectales et archaïques de chaque mot, avec les similaires des diverses langues romanes
- 3. Les radicaux, les formes bas-latines et les étymologies
- 4. La synonymie de tous les mots dans leurs divers sens
- 5. Le tableau comparatif des verbes auxiliaires dans les principaux dialectes
- 6. Les paradigmes de beaucoup de verbes irréguliers et les emplois grammaticaux de chaque vocable
- 7. Les expressions techniques de l'agriculture, de la marine et de tous les arts et métiers
- 8. Les termes populaires de l'histoire naturelle, avec leur tradition scientifique
- 9. La nomenclature géographique des villes, villages, quartiers, rivières et montagnes du Midi, avec les diverses formes anciennes et modernes
- 10. Les dénominations et sobriquets particuliers aux habitants de chaque localité
- 11. Les noms propres historiques et les noms de famille méridionaux
- 12. La collection complète des proverbes, dictons, énigmes, idiotismes, locutions et formules populaires
- 13° Des explications sur les coutumes, usages, mœurs, institutions, traditions et croyances des provinces méridionales
- 14. Des notions biographiques, bibliographiques et historiques sur la plupart des célébrités, des livres ou des faits appartenant au Midi

## Auflagen und Nachdrucke
- (1) 1878–1886. 2 Bände. A–F, G–Z. Remondet-Aubin, Aix-en-Provence. 1196 + 1165 Seiten
  - 1966. Biblio-Verlag, Osnabrück. Nachdruck
  - 2003, 2010, 2014–2015. Lou Tresor dóu Felibrige. Dictionnaire provençal-français. 4 Bände. A-Cou, Cou-Fuv, G-Pil, Pim-Z. Princi Negue, Pau 2003. Editions des Régionalismes, Cressé 2010, 2014–2015.
- (2) 1932. 4 Bände. A-Coum, Coum-F, G-Pous, Pous-Z. Delagrave, Paris. Hrsg. Victor Tuby (1888–1945).
  - 1968. Edicioun Ramoun Berenguié, Barcelona und Aix-en-Provence.
  - 1979. 4 Bände. Slatkine, Genf.
  - 1979, 1983. Edisud, Aix-en-Provence. Vorwort von Jean-Claude Bouvier (* 1935).
- (3) 1979, 2005. 2 Bände. 1196 + 1179 Seiten. Marcel Petit Culture Provençale et Méridionale, Raphèle-lès-Arles. Vorwort von Pierre Rollet (1925–2006). Gallica.